# Dolly Dots
Dolly Dots fue un girl group neerlandés popular en la década de 1980. Con su estilo de dance/pop alegre, lograron muchos éxitos en toda Europa. El sexteto estaba formado por Angela Groothuizen, Angéla Kramers, Anita Heilker, Esther Oosterbeek, Patty Zomer y Ria Brieffies.

## Historia

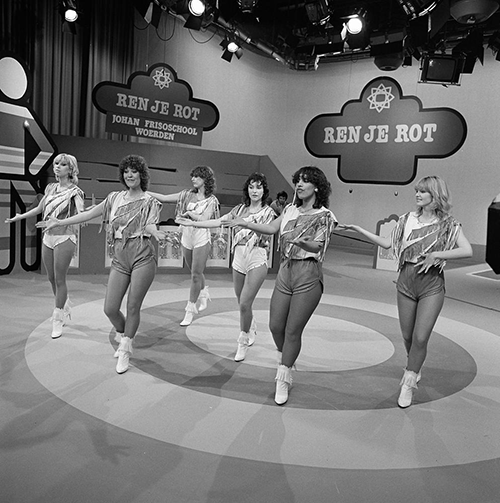
Dolly Dots en nl en 1980.

Las Dolly Dots tuvieron muchos éxitos entre 1979 y 1988. Tuvieron más éxito en los Países Bajos, pero también obtuvieron éxitos en el resto de Europa. Además, su sencillo «Radio» fue un gran éxito en Japón. «PD» fue un éxito Top 50 del Hot Dance Club Play de Billboard en 1981. También disfrutaron de éxitos en Turquía, Líbano, Islandia y giras por Egipto.
Aunque la banda nunca tuvo éxito en el Reino Unido, aparecieron en la edición del 23 de junio de 1983 de Top of the Pops cuando fueron entrevistadas por el DJ John Peel mientras se encontraba en Ámsterdam.
En la cima de su éxito en 1984, las Dolly Dots tenían su propia serie de televisión, y un éxito número 1, «Love Me Just a Little Bit More (Totally Hooked on You)». A finales del año siguiente, Anita Heilker dejó el grupo para tener una hija. El resto de la banda continuó como un quinteto.
Heilker ya había lanzado su propia carrera. En 1986, lanzó cuatro sencillos en solitario («You've Got Me Keyed Up», «Into the Night», «Dancing on the Moon» y «Don't Treat Me Like This»), así como un álbum en solitario (The Girl in Black).

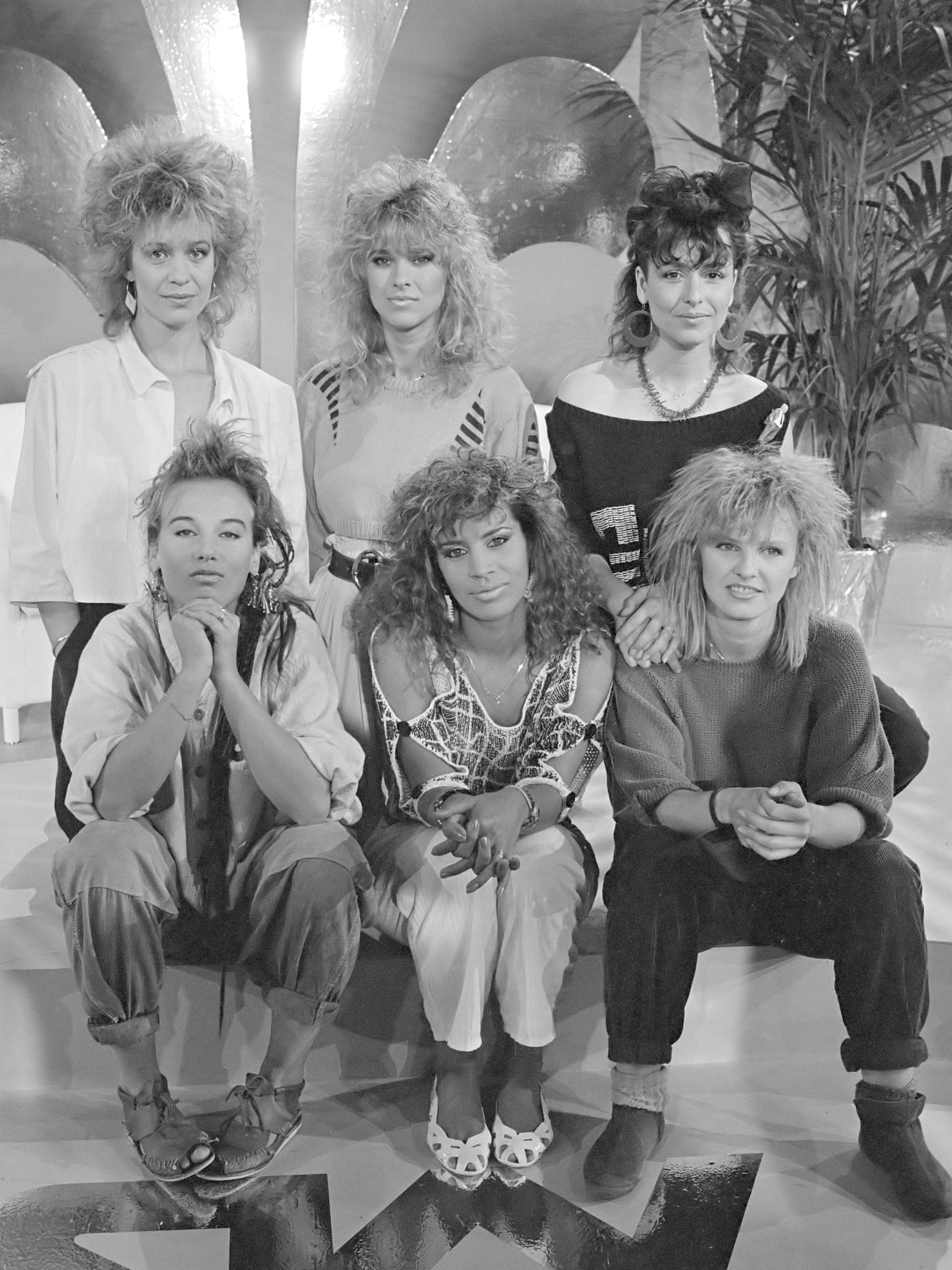
Dolly Dots en 1984. Delante, de izquierda a derecha: Patty Zomer, Esther Oosterbeek, Angela Kramers. De pie, izq. a der.: Ria Brieffies, Anita Heilker, Angela Groothuizen.

Desde el éxito de la serie de televisión en 1984, había planes para grabar una película en Hollywood. En el verano de 1986, las cinco Dolly Dots restantes finalmente se fueron a los Estados Unidos para trabajar con un guion sin terminar e hicieron una película llamada Dutch Treat, que se estrenó ese mismo año. La película (protagonizada por Lorin Dreyfuss y David Landsberg) y su banda sonora fueron un éxito modesto en los Países Bajos, pero no se llegó a estrenar en los Estados Unidos debido a las malas críticas. El que sería su último sencillo fue un intento de ingresar al mercado del Reino Unido. Las Dolly Dots se asociaron con los exitosos productores Stock, Aitken & Waterman y lanzaron la canción «What a Night». Alcanzó el número 18 en las listas neerlandesas, pero no tuvo éxito en el Reino Unido.
El 2 de octubre de 1988, las Dolly Dots dieron un espectáculo de despedida en el Amsterdam Escape. Después de más de nueve años, afirmaron sentir que era el momento adecuado para tomar caminos separados. Más tarde se citó a Ria Brieffies diciendo «Hay más en la vida que ser una Dolly Dot».

## Carreras en solitario
En 1989, Anita Heilker grabó una comedia de situación con el dúo satírico Henk Spaan y Harry Vermeegen (Die 2, «Esos 2» en español) para su transmisión a principios de 1990. También ha sido la voz neerlandesa del Pato Donald durante muchos años.
Angela Groothuizen se asoció con Ruud Mulder, exguitarrista de grupo de disco/funk contemporáneo Spargo, para grabar como Angela & the Rude. También comenzó una carrera como presentadora de televisión para AVRO a partir de 1990 con una adaptación de Challenge Anneka; esto fue seguido por Sex with Angela y más tarde, Who's the Mole?, la versión neerlandesa de The Mole. Su contrato expiró en 2005 y no fue renovado. Desde entonces, Groothuizen se mudó a RTL 4, donde fue juez del panel de las versiones neerlandesas de The X Factor, The Voice y The Voice Kids. También es presentadora del programa Een Nieuw Begin. Groothuizen sigue haciendo música y tiene sus propios espectáculos de teatro.
Patty Zomer se convirtió en estilista de moda para varios artistas y revistas neerlandeses conocidos. A principios de la década de 2000, copresentó Fashion Police con la ex actriz Nada van Nie.
El 1 de octubre de 1998, las seis Dolly Dots fueron entrevistadas por Paul de Leeuw y cantaron un popurrí de tres de sus mayores éxitos. Dos meses después se reunieron para un concierto único en coincidencia con el décimo aniversario de su separación y el lanzamiento de un álbum recopilatorio de todos sus éxitos, llamado The Collection.
En 2003, Aad Ouberg, quien estuvo muy involucrado con el grupo, fue responsable de hacer despegar un musical de Dolly Dots. El musical Love Me Just a Little Bit More se presentó en The Chassé Theatre en Breda y en los Países Bajos durante 2004.
Como resultado del renovado interés en el grupo después del musical, Warner Records lanzó un álbum recopilatorio de los grandes éxitos del grupo, así como un DVD. En 2007, las seis miembros originales se reunieron para una serie de presentaciones especiales durante Vrienden van Amstel Live. Su éxito allí las llevó a tres conciertos propios en Ahoy Rotterdam. El DVD de esos conciertos alcanzó el estatus de oro en los Países Bajos. En 2008, siguió una gira, llamada Goodbye for Now.
Ria Brieffies, que se dedicó a la cocina, fue diagnosticada con cáncer de pulmón en noviembre de 2008; murió el 20 de julio de 2009. Angela Groothuizen anunció que sin Brieffies, Dolly Dots nunca volvería a actuar.
En 2011, Anita Heilker hizo su reaparición como solista en un espectáculo holandés llamado The Winner Is...
En diciembre de 2015, se anunció que las cinco miembros restantes regresarían como artistas invitadas junto con De Toppers en el Amsterdam Arena.
En enero de 2020 se anunció que las Dolly Dots se reunirían para una gira, esta gira se llamará Sisters on Tour. La gira comenzaría en el otoño de 2020 y duraría hasta febrero de 2021, con el cierre en el Royal Theatre Carré de Ámsterdam. Debido a la pandemia de COVID-19 en Países Bajos, sin embargo, el grupo tuvo que cambiar las fechas de los conciertos.

## Discografía

### Álbumes
- Dolly Dots (1979)
- American Dream (1980)
- P.S. We Love You (1981)
- Take Six (1982)
- Display (1983)
- Dolly Dots Live in Carré (1984)
- Thirst (1984)
- Attention (1985)
- Dutch Treat (1986)
- Love Me Just a Little Bit More (2004)
- Give the Girls a Break 84-87 (2007)
- Reunieconcert (2007)

### Sencillos
- «(We Tell It All About) Boys» (1979)
- «Radio» (1979)
- «(They Are) Rollerskating» (1979)
- «We Believe in Love» 1980
- «Hela-Di-Ladi-Lo» (1980)
- «Dreammachine» (1980)
- «Leila (The Queen of Sheba)» (1981)
- «P.S.» 1981
- «Crazy Situation» (promotional only) (1981)
- «Keep on Doing It» (1981)
- «S.T.O.P.» (1981)
- «Do You Wanna Wanna» (1982)
- «Do Wah Diddy Diddy» (1982)
- «All the Roses» (1982)
- «Don't Give Up» (1983)
- «Money Lover (Bite the Dust)» 1983
- «Love Me Just a Little Bit More (Totally Hooked on You)» (1983)
- «She's a Liar» (1983)
- «Trick of the Eye» (1984)
- «Give the Girl a Break» (1984)
- «Tell Me Why» (1984)
- «Little Angel» (1985)
- «Only the Rain» (1985)
- «Unique» (1985)
- «Where Were You (When I Needed You)» (1985)
- «Dreaming of You» (1985)
- «Hearts Beat Thunder» (1986)
- «This Girl» (1986)
- «Make It Up to You» (1987)
- «What a Night» (1987)
- «Love Me Just a Little Bit More» (1993 Remix) (1993)
- «What a Night» (G-90's Remix) (1998)